# ممر لاتشين
ممر لاتشين (بالأذريّة: Laçın koridoru أو Laçın dəhlizi؛ بالأرمنيّة: Լաչինի միջանցք) هو ممر جبلي يقع بحكم الواقع في منطقة كاشاتاغ في جمهورية أرتساخ. أمّا بحكم القانون، فيقع داخل منطقة لاتشين في أذربيجان. يشكّل هذا الممر، الذي يبلغ عرضه خمسة كيلومترات فقط، أقصر طريق بين أرمينيا وناغورني قره باغ (أرتساخ).
أصبح الممر خلال حرب ناغورني قره باغ، من عام 1988 إلى عام 1994، تحت سيطرة جيش الدفاع في أرتساخ. كما أصبح مؤخرًا الرابط الوحيد بين أرمينيا وناغورني قره باغ في أعقاب نزاع مرتفعات قرة باغ عام 2020، والذي انتهى بهدنة بوساطة روسيّة لضمان النقل الآمن للأشخاص والبضائع. سيتم بموجب اتفاقية الهدنة نشر قوات حفظ السلام الروسيّة في الممر لفترة أوليّة مدتها 5 سنوات.

## صور

موقع ممر لاتشين في أذربيجان.
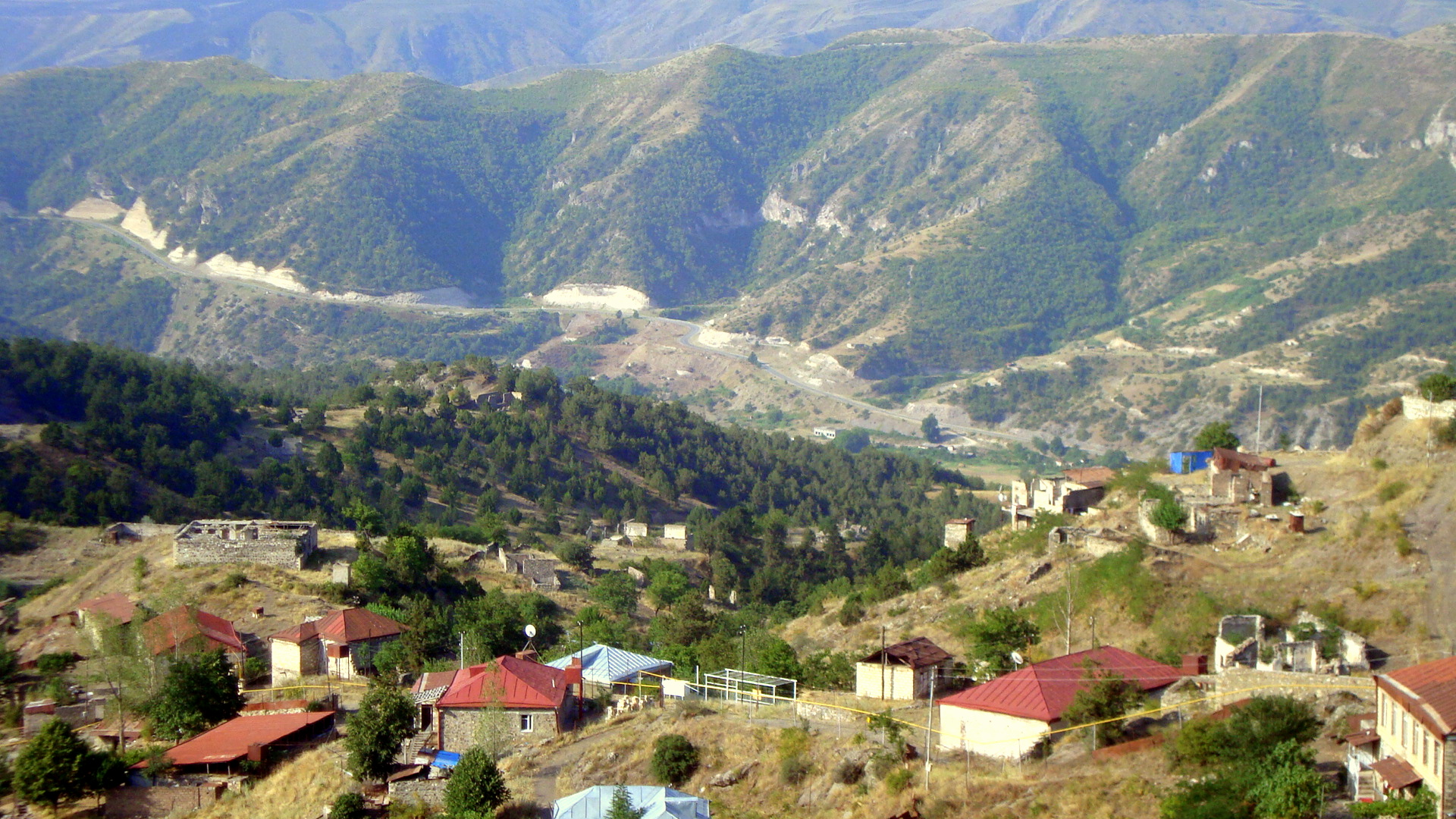
تضاريس منطقة ممر لاتشين.
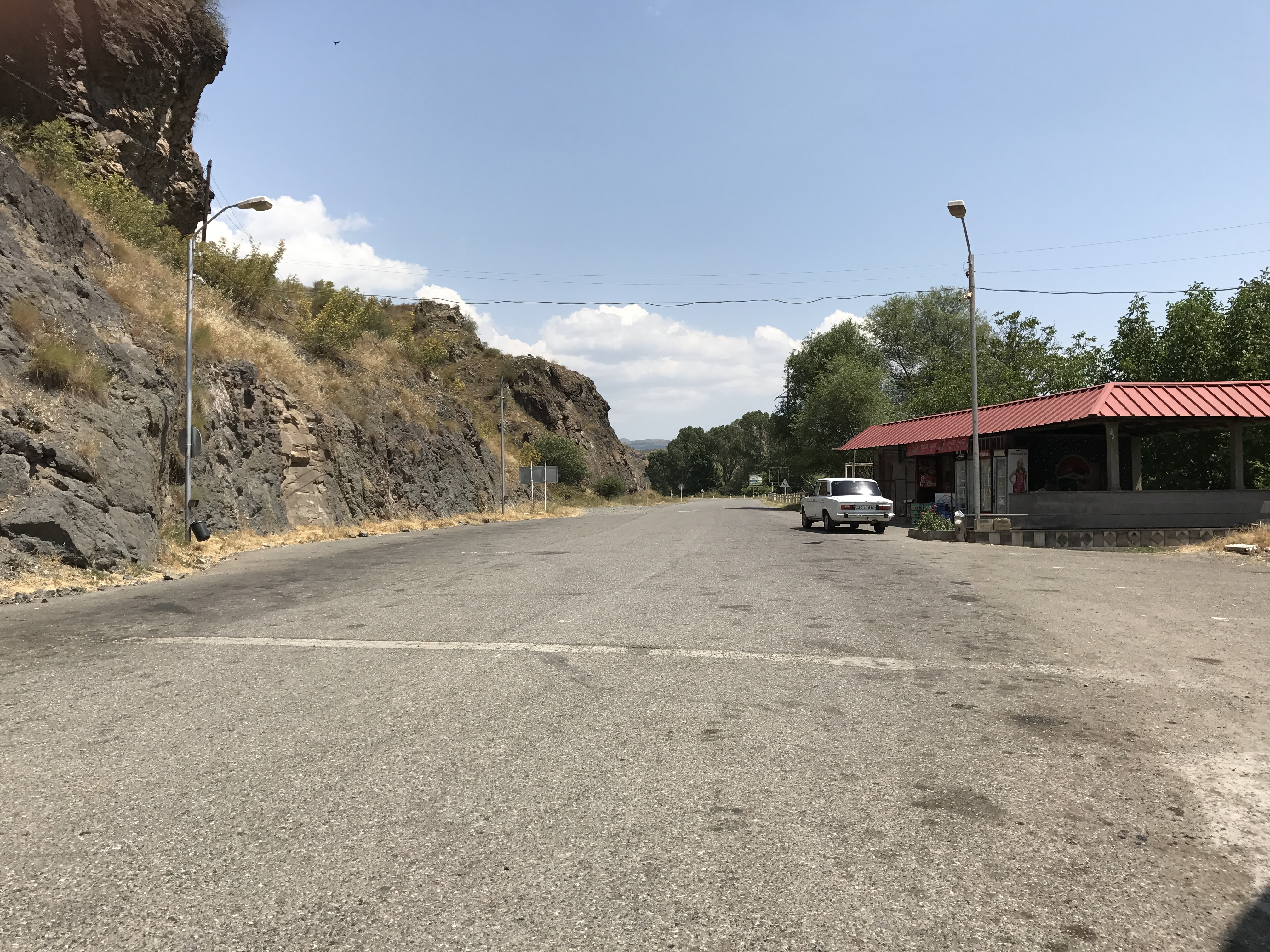
ممر لاتشين.

## وصلات خارجية
- أبرز بنود اتفاق روسيا وأرمينيا وأذربيجان بشأن قره باغ
- الأرمن والأذربيجانيون يحيون ذكرى عامين على اندلاع حرب نيسان/ أبريل (بالإنجليزية)